# Hyposoter indicus
Hyposoter indicus är en stekelart som först beskrevs av Cameron 1899.  Hyposoter indicus ingår i släktet Hyposoter och familjen brokparasitsteklar. Inga underarter finns listade i Catalogue of Life.